# Avaí FC
Avaí Futebol Clube este un club de fotbal din Florianópolis, Santa Catarina, Brazilia. 

## Lotul actual
La 14 iunie 2024.
| Nr. |          | Poziție | Jucător                                   |
| --- | -------- | ------- | ----------------------------------------- |
| 1   | Brazilia | P       | Igor Bohn                                 |
| 2   | Brazilia | F       | Kevin (împrumutat de la Tombense)         |
| 3   | Brazilia | F       | Tiago Pagnussat                           |
| 4   | Brazilia | F       | Roberto                                   |
| 5   | Brazilia | F       | Alan Costa                                |
| 6   | Brazilia | M       | Willian Maranhão                          |
| 7   | Brazilia | A       | Hygor                                     |
| 8   | Brazilia | M       | Giovanni                                  |
| 9   | Brazilia | A       | Gabriel Poveda (împrumutat de la Alverca) |
| 10  | Brazilia | A       | William Pottker                           |
| 11  | Brazilia | A       | Maurício Garcez                           |
| 14  | Brazilia | F       | Gustavo Vilar (împrumutat de la Maringá)  |
| 19  | Brazilia | M       | João Paulo                                |
| 20  | Brazilia | A       | Gaspar                                    |
| 21  | Brazilia | M       | Pedro Castro                              |
| 22  | Brazilia | P       | Douglas Friedrich                         |
| 23  | Brazilia | F       | João Pedro                                |

| Nr. |          | Poziție | Jucător                                    |
| --- | -------- | ------- | ------------------------------------------ |
| 25  | Brazilia | F       | Natanael                                   |
| 27  | Brazilia | A       | Pedrinho (împrumutat de la Ceará)          |
| 28  | Brazilia | M       | Ronaldo Henrique                           |
| 29  | Brazilia | M       | Jean Lucas                                 |
| 30  | Brazilia | M       | Gabriel Dias                               |
| 31  | Brazilia | P       | César Augusto                              |
| 33  | Brazilia | F       | Mário Sérgio                               |
| 63  | Brazilia | F       | Marcos Vinícius (împrumutat de la Maringá) |
| 66  | Brazilia | P       | Otávio                                     |
| 71  | Brazilia | P       | Marcão                                     |
| 72  | Brazilia | F       | Thales Oleques                             |
| 77  | Brazilia | M       | Zé Ricardo                                 |
| 83  | Brazilia | M       | Wanderson                                  |
| 93  | Brazilia | M       | Judson                                     |
| 95  | Brazilia | F       | Jonathan Costa                             |
| 99  | Brazilia | A       | Ademilson                                  |